# Hoda Ali
Hoda Ali es una activista por los derechos humanos nacida en Somalia y nacionalizada británica, reconocida por su labor en contra de la mutilación genital femenina en el Reino Unido.
Trabaja como gestora de proyectos de divulgación comunitaria para la salvaguarda de la escuela primaria de Perivale, uno de los primeros centros educativos en crear un programa de divulgación sobre la mutilación genital femenina (MGF), una práctica que se lleva a cabo en niñas y jóvenes.

## Biografía
Ali fue sometida a la mutilación genital en Somalia cuando apenas tenía siete años. Las complicaciones que ha sufrido desde entonces incluyen hospitalizaciones agudas, incapacidad para tener hijos y menopausia temprana. Es reconocida por su campaña de activismo en contra de dicha práctica, incluida la realizada por profesionales de la medicina.
En 2013 apareció en The Cruel Cut, un documental producido por Channel 4 sobre la mutilación genital femenina presentado por la psicoterapeuta y activista Leyla Hussein y nominado al Premio BAFTA.
En 2014 cofundó Vavengers, un grupo de sensibilización sobre la MGF. Su primer evento financió It happens here, una campaña de vallas publicitarias en los municipios británicos de Islington y Ealing. Esta campaña ganó el premio CLIO al anunciante del año en 2015, y Ali fue delegada a Nueva York para aceptar el galardón en nombre de la agencia de publicidad Ogilvy Mather.
En marzo de 2018 fue nombrada Defensora de los Derechos Humanos por Amnistía Internacional, y aparece en el Mapa del Espíritu Sufragista. Es fideicomisaria de 28TooMany, una organización benéfica registrada creada "para llevar a cabo investigaciones y proporcionar conocimientos y herramientas a quienes trabajan para acabar con la MGF en los países de África donde se practica y en toda la diáspora del mundo".